# لیوبیشا استانکوویچ
لیوبیشا استانکوویچ (سیریلیک صربی: Љубиша Станковић؛ زادهٔ ۱ ژوئن ۱۹۶۰) دیپلمات، استاد دانشگاه، و سیاستمدار اهل مونته‌نگرو است.
وی همچنین برندهٔ جوایزی همچون عضو پیوسته انجمن مهندسان برق و الکترونیک و برنامه فولبرایت شده‌است.